# 氷食症
氷食症（ひょうしょくしょう）は、氷を無性に食べたくなる病気。異食症と同じく原因不明である。

## 定義
非栄養物質を強迫的に食べたくなる病気である異食症の一種。近世、冷凍庫が普及し始めてから生まれた病気で、定義は曖昧ではあるものの一日に製氷皿1皿以上食べるもの、というのが一般的である。

## 原因
原因不明である。ストレスなどによる精神疾患、または鉄欠乏性貧血、その前駆状態である「貧血がない鉄欠乏症」で氷食症が起こる事が確認されているが、原因の切り分けは出来ていない。日本の臨床報告では、氷食症を主訴として受診した患者に重度の鉄欠乏性貧血が認められ、鉄剤治療により氷を食べる行動が改善した症例が報告されている。
体温を腋下と口腔内で比較したとき、口腔内が高いことから、口腔内を冷やすためではないかという説や、鉄欠乏により食嗜好が変わるという説があるが、未だ不明な点が多い。精神疾患である強迫性障害の一つとして見られることもある。なお、氷を大量に食べることにより鉄分の腸管吸収が低下し、鉄欠乏を招くという逆の発想からの説もあるが、鉄剤治療に際して、氷食症合併群と非合併群の間にその治療効果・速度に差のないことから、疑問視されている。

## 症状
基本症状は、氷を強迫的に食べる（食べずにいられない）こと。持久力の低下、記憶力の低下、寝起き寝つきの悪さ、食欲低下などの鉄欠乏症状や、顔色不良、動悸、息切れなどの貧血症状を伴うことが多い。強迫性障害による場合は、他の強迫症状（手洗い、ドアノブ拭きなど）を合併することがある。

## 検査
貧血・鉄欠乏の有無を検査する。瞼の裏側の色調での診断は、貧血が高度の場合でないと有効ではない。
- 貧血のタイプ：赤血球数、血色素値、ヘマトクリットの測定。
- 鉄欠乏の程度：血清鉄、総鉄結合能（英語版）、トランスフェリン飽和度、血清フェリチン値、赤血球プロトポルフィリン/ヘム比などの測定。

## 診断
診察所見に特徴的なものはなく、血液検査が必要になる。測る項目とおおよその基準値は以下の通り。
- 貧血：血色素値が正常値以下で、MCHC（=血色素値*100/ヘマトクリット）が31未満であれば、鉄欠乏性貧血が強く疑われるが、氷食症においては、貧血は必須ではない。
- 鉄欠乏：トランスフェリン飽和度（=血清鉄*100/総鉄結合能）が16%未満、血清フェリチン値が14 ng/ml未満であれば、鉄欠乏の可能性が高く、鉄剤治療をする根拠とできる。

## 治療
鉄剤（フェロミア）50 mg錠1日1 - 2回の内服で治療可能である。主な臨床症状は、氷食症も含めて1箇月ほどで改善するが、再発予防のためには、3 - 4箇月間内服することが勧められる。過多月経が原因の場合などは、その後も週1回程度、内服しておくとよい。鉄剤の内服による副作用として、消化器症状（吐気、便秘、下痢など）が強い場合は、鉄剤の静脈注射による治療も選択できる。